# Language poetry
Language Poetry (på dansk også kaldet sprogdigtning), er en avantgardebevægelse i nordamerikansk poesi som blev dannet mod slutningen af 1960'erne og starten af 70'erne. Gruppen samledes om en skriftorienteret poesi, der gjorde op med den hidtidige stemme- og bekendelsesorienterede praksis indenfor postmoderne nordamerikansk poesi – se bl.a. Beatdigtning, Black Mountain-poeterne og New York skolen I og II. I stedet dyrkede Language-digterne prosasætningen og en eksperimentel tilgang til komposition. Som deres litterære forgængere pegede de på bl.a. Comte de Lautréamont 1846-1870 (prosaverset), Gertrude Stein 1874-1946 (sætningen) og Louis Zukofsky 1904-1978 (formeksperimentet).

## Centrale skikkelser
De mest centrale skikkelser indenfor language poetry er Lyn Hejinian, Rosmarie Waldrop, Charles Bernstein, Michael Palmer, Robert Grenier, Barren Watt, Kit Robinson, Clark Coolidge, Bruce Andrews, Susan Howe. Men det er svært afgrænse Language-digtningen til en snæver gruppe af digtere, da bevægelsen både har dannet skole og desuden har udløbere i bl.a. Kina, Finland, England, Canada, Sverige og Brasilien. En mere præcis beskrivelse er at knytte Language poetry til en bestemt måde at skrive på; en skrifttematisk digtning som udforsker sprog og muligheden for betydning i sprog – ”Ingen har monopol på den ny sætning”, Ron Silliman, The New Sentence, 1987.
Indflydelsen fra language poetry kan også ses i dansk litteratur. language poetry er blandt andet blevet formidlet af Forfatterskolen gennem afholdelsen af Dansk-Amerikansk Lyrikfestival i 2001 og udgivelsen af Legenda 2 & 3, foruden Amerikansk katalog, 2001. Desuden kan også nævnes Marianne Ølholms afhandling Postmoderne Læsestrategier (2001), som belyser indflydelsen fra postmoderne amerikansk poesi på dansk lyrik. Inspiration fra language poetry kan ses hos bl.a. Janus Kodal, Karen Marie Edelfelt, Niels Frank, Katrine Marie Guldager, Mette Moestrup, og Nina Søs Vinther.

## Poetik
Med inspiration fra bl.a. den sene Wittgenstein og fransk poststrukturalisme udforsker language poetry ordspillet. Ord og mening indgår i et lingvistisk spil af sprog og ideer, som er med til at etablere både interne og eksterne referencer i digtet. Det poetiske sprog er ikke en oversættelse eller formidling af en oplevelse eller erfaring, men selve det rum, hvori erfaringen udspiller sig. Sprog er oplevelse og tanke, og derfor uadskilleligt fra erfaringen.
Digtet og skabelsen af digtet bliver derfor for language-digterne ikke bare en måde at formidle et eller flere budskaber på, men også en måde at engagere sig politisk og socialt i verden ved at invitere læseren til at skabe digtets budskab sammen med digteren. Language digtet er, som Craig Watson har formuleret det, en handling (”performance”) hvor læseren både er publikum og medproducent af digtet.
Language poetry-digtets karakter af at være et åbent værk gør altså op med forestillingen om digtets fortællersubjekt som den centrale figur i digtet. Fokus er i stedet på sproget, digtets mening er knyttet til sproget som proces – den associative tanke, rimet, udforskningen af sprogets semantiske potentiale etc.; sådan som vi ifølge Language-digterne forstår verden gennem sprog.
Language poetry’s betoning af digtet som en sproghandling betyder også, at subjektet bliver til et udsigelsespunkt eller en signatur. Selvet eller identiteten opleves gennem sproget som system – Kit Robinson, Hills 8, Summer 1981; ”Alt det som organiserer et individ ligger uden for ham (”is external to him”). Han er kun det punkt, hvor linjerne mødes.”. Dermed åbnes der også op for at digteren kan udforske sin identitet gennem digtets komposition. Særlig for Lyn Hejinian – der med en formulering fra Gertrude Stein skriver alles biografi (”Everybodys Biography”) i det centrale værk My Life (da. Mit liv, 2001), er det en udforskning som sker på sprogets betingelser, idet digtet undersøger hvordan sprog påvirker erindringer og refleksioner – ”Som sådan er vi besat af vores eget liv, dette liv som nu er sprog, vægten er flyttet” Lyn Hejinian i teksten; Hvis det skrevne er skrift (If Written Is Writing).

## Historie
Language-digtningen får sit navn fra tidsskriftet L=A=N=G=U=A=G=E, der udkom fra 1978-1982 under redaktion af Charles Bernstein og Bruce Andrews og med base i New York. L=A=N=G=U=A=G=E var et forum for diskussion af poesi, poetik og de politiske aspekter af poesi. Nogle år forinden havde Ron Silliman startet sit nyhedsbrev Tottel’s (1970-1981) som også tog fat på de samme temaer, og samtidig var Lyn Hejinian redaktør på forlaget Tuumba Press med base på Vestkysten (Los Angeles/ San Francisco). Den første betydelige antologi af language poetry-poetikker: The Politics of the Referent udkom i den Toronto-baserede publikation Open Letter (1977). Language poetry har altså ikke et centralt udspring, men opstod som et fællesskab om en bestemt måde at skrive på, selvom at flere af language-digterne hævder, at det var det politiske engagement i borgerrettigheds- og antikrigsbevægelsen der forenede dem.
I 1971 erklærede digteren Robert Grenier i tidsskriftet This ”I HATE SPEECH”. Netop opgøret med den stemme- eller mundtligt baserede lyrik er central for Language-digtningen. De foregående avantgardebevægelser havde stort set fokuseret på åndedraget som digtets motor, hvilket fik sit mest radikale udtryk, da Charles Olsson under en poesikonference på Berkeley i 1965 erklærede; ’jeg taler digtning’ (”I’m talking writing”), hvormed forbindelsen mellem stemmen og digtet blev kraftigt understreget, og dermed også stemmen som reference til en konkret person, et biografisk subjekt. Olssons proklamation lå i forlængelse af en specifik amerikansk lyrisk tradition som etableredes med Walt Whitman, og således tegner en direkte linje i amerikansk lyrik fra det 19. århundrede til sent i det 20. århundrede.
Selvom mange af de foregående postmoderne poesibevægelser i USA har medlemmer fra traditionelt historisk udstødte grupper som fx emigrant- og minoritetskulturer, er det først med Language-digtningen at kvinder udgør cirka halvdelen af digterne.

## Udvalgte værker og poetikker
- Andrews, Bruce. Paradise and Method. Evanston: Northwestern University Press, 1996.
- Bernstein, Charles. Content's Dream: Essays 1975-1984. Los Angeles: Sun & Moon Press, 1985
- ———. A Poetics. Cambridge: Harvard University Press, 1992
- ———. My Way; Speeches and Poems. University of Chicago Press, 1999
- Davies, Alan. Signage. New York: Roof Books, 1987.
- Friedlander, Ben. Simulcast: Four Experiments in Criticism. Tuscaloosa: University of Alabama Press, 2004.
- Hartley, George. Textual Politics and the Language Poets. Bloomington: Indiana University Press, 1989.
- Hejinian, Lyn. The Language of Inquiry. Berkeley: University of California Press, 2000.
- Howe, Susan. My Emily Dickinson. Berkeley: North Atlantic Books, 1988.
- Huk, Romana, ed. Assembling Alternatives: Reading Postmodern Poetries Transnationally. Middletown, Conn.: Wesleyan University Press, 2003.
- McCaffery, Steve. North of Intention: Critical Writings 1973-1986. New York: Roof Books, 1986.
- ———. Prior to Meaning: The Protosemantic and Poetics. Evanston: Northwestern UP, 2001.
- Perelman, Bob. The Marginalization of Poetry: Language Writing and Literary History. Princeton, N.J.: Princeton University Press, 1996.
- Piombino, Nick. Boundary of Blur. New York: Roof Books, 1993
- Silliman, Ron. The New Sentence. New York: Roof Books, 1987. An early collection of talks and essays that situates language poetry into contemporary political thought, linguistics, and literary tradition. See esp. section II.
- Scalapino, Leslie. How Phenomena Appear to Unfold. Elmwood: Potes & Poets, 1989.
- Vickery, Ann. Leaving Lines of Gender: A Feminist Genealogy of Language Writing. Middletown, Conn.: Wesleyan University Press, 2000.
- Ward, Geoff. Language Poetry and the American Avant-Garde. Keele: British Association for American Studies, 1993.
- Watten, Barrett. The Constructivist Moment: From Material Text to Cultural Poetics. Middletown, Conn.: Wesleyan University Press, 2003. See esp. chaps. 2 and 3.
- ———. Total Syntax. Carbondale: Southern Illinois University Press, 1984.